# EC Bad Nauheim
Le EC Rote Teufel Bad Nauheim est un club professionnel allemand de hockey sur glace basé à Bad Nauheim. Il évolue en Oberliga, le troisième échelon allemand.

## Historique
Le club est créé en 1982.

## Anciens joueurs

### Palmarès
- Vainqueur de l'Oberliga : 1984, 1991.